# Stictoleptura scutellata
Stictoleptura scutellata es una especie de insecto coleóptero de la familia Cerambycidae. Se distribuyen por Europa, Oriente Medio y el norte de África.
Miden unos 12-20 mm. Son primaverales a estivales, florícolas.

## Taxonomía
Se reconocen dos subespecies:
- Stictoleptura scutellata melas (Lucas, 1846)
- Stictoleptura scutellata scutellata (Fabricius, 1781)